# 那日下午
《那日下午》為台灣導演蔡明亮的作品，於2014年展覽中巡迴放映，並被選入2015年第72屆威尼斯影展非競賽單元。另外，報名第52屆金馬獎劇情片競賽，但未入圍。

## 劇情綱要
該片是蔡明亮與李康生的對談。

## 製作
2014年為了讓電影《郊遊》在美術館放映，而拍攝的影片。

## 發行
蔡明亮透露鹿特丹影展曾邀請過此片參加。

## 外部連結
- 開眼電影網上《那日下午》的資料（繁體中文）
- 互联网电影数据库（IMDb）上《那日下午》的资料（英文）